# Catedral de Dogura
La catedral de Sant Pere i Sant Pau o catedral de Dogura és una catedral anglicana situada a la localitat de Dogura, Papua Nova Guinea. Va ser consagrada el 1939, just després de l’esclat de la Segona Guerra Mundial. És la seu del bisbe de Dogura a l’Església Anglicana de Papua Nova Guinea. La diòcesi de Dogura comprèn la província de Milne Bay. La catedral és l’única de l’Església Anglicana de Papua Nova Guinea construïda en estil europeu tradicional, de dimensions considerables i feta de maçoneria.

## Història

### Història de la missió de Dogura
L’any 1883, el govern de la Colònia de Queensland va annexar el quadrant sud-oriental de l’illa de Nova Guinea, que va passar a ser el Territori de Papua. El 1890, l’administrador del Territori de Papua, William MacGregor, va negociar un acord de “cortesia entre missions” (comity of missions) entre les diferents denominacions cristianes, segons el qual cada denominació havia de restringir la seva activitat missionera a una àrea concreta. A l’Església d’Anglaterra se li va assignar la responsabilitat de la costa nord-est de Papua, des del cap Ducie fins a Mitre Rock, prop de la frontera amb la Nova Guinea Alemanya. L’acord de “cortesia entre missions” encara estava vigent quan Philip Strong va ser nomenat bisbe el 1936, tot i que ja mostrava signes de fractura.
El 1891, dos sacerdots anglicans, el reverend Albert Maclaren i el reverend Copland King, van fundar la Missió de Nova Guinea.  El 10 d’agost de 1891, Maclaren i King van desembarcar a la platja de Kaieta, prop del poble de Wedau. A 60 metres per sobre de Wedau s’alçava el altiplà de Dogura, un antic camp de batalla tribal, i va ser aquí on els dos sacerdots van establir la missió de Dogura. Es va construir una petita capella rústica. Maclaren va emmalaltir i va morir el desembre següent, però King va perseverar. El dia de Pasqua de 1896 es van batejar els primers conversos. Això va motivar la creació de la diòcesi de la Nova Guinea Britànica, i el 1898 Montagu Stone-Wigg va ser entronitzat a Dogura com el primer bisbe.
Quan la capella rústica va ser substituïda per una estructura més permanent, es va descobrir que un dels pilars de cantonada havia arrelat. Aquell pilar és avui un gegant arbre Modawa, i encara es troba dins el complex de la catedral. Quan l’aleshores arquebisbe de Canterbury, George Carey, va visitar el lloc el 1991 per al centenari de la Missió, va plantar un plançó d’aquest arbre a Popondetta, on es troba el Newton Theological College anglicà. La pro-catedral, com es va anomenar després de la creació de la diòcesi el 1898, va ser construïda amb “materials locals” en deu dies. L’estació missionera també incloïa un col·legi per a infants mestissos (St Agnes, a la propera Doubina), una escola (St Paul’s) i un hospital (St Barnabas); a prop també hi ha un col·legi de formació de mestres (St Aidan’s).

### Disseny i construcció
Una catedral permanent va ser proposada per primera vegada el 1932 per l’aleshores bisbe de Nova Guinea, Henry Newton, com a expressió d’una unitat emergent. El disseny original, obra de Leslie Wilkinson, professor d’arquitectura a la Universitat de Sydney, es va considerar massa ambiciós i es va haver de modificar considerablement. El pla modificat va ser elaborat i executat per Robert Jones, un laic que treballava a la missió i que posteriorment, el 1940, seria ordenat sacerdot.
La primera pedra es va col·locar el 1934. La catedral conté 20.000 tones de material, tot pujat fins als 67 metres de l’altiplà per treballadors voluntaris papús. No hi va haver cap víctima mortal durant la construcció.
En el moment de la seva construcció, la catedral era l’edifici més gran dels territoris de Papua i Nova Guinea. Fa uns 52 metres de llarg i 15 metres d’ample, i és més llarga que les catedrals anglicanes de Sydney o Melbourne. A l’alçada dels creuers, l’amplada és d'uns 21 metres. La catedral està dissenyada en estil “normand-romànic”, amb finestres rodones i arcs normands. Disposa de dues torres als creuers, anomenades en honor a la doble dedicació a Pere i Pau, així com als dos fundadors de la missió, Maclaren i King. L’alçada de la catedral és d'uns 12 metres, i les torres arriben als 19,5 metres.

### Consagració i congregació

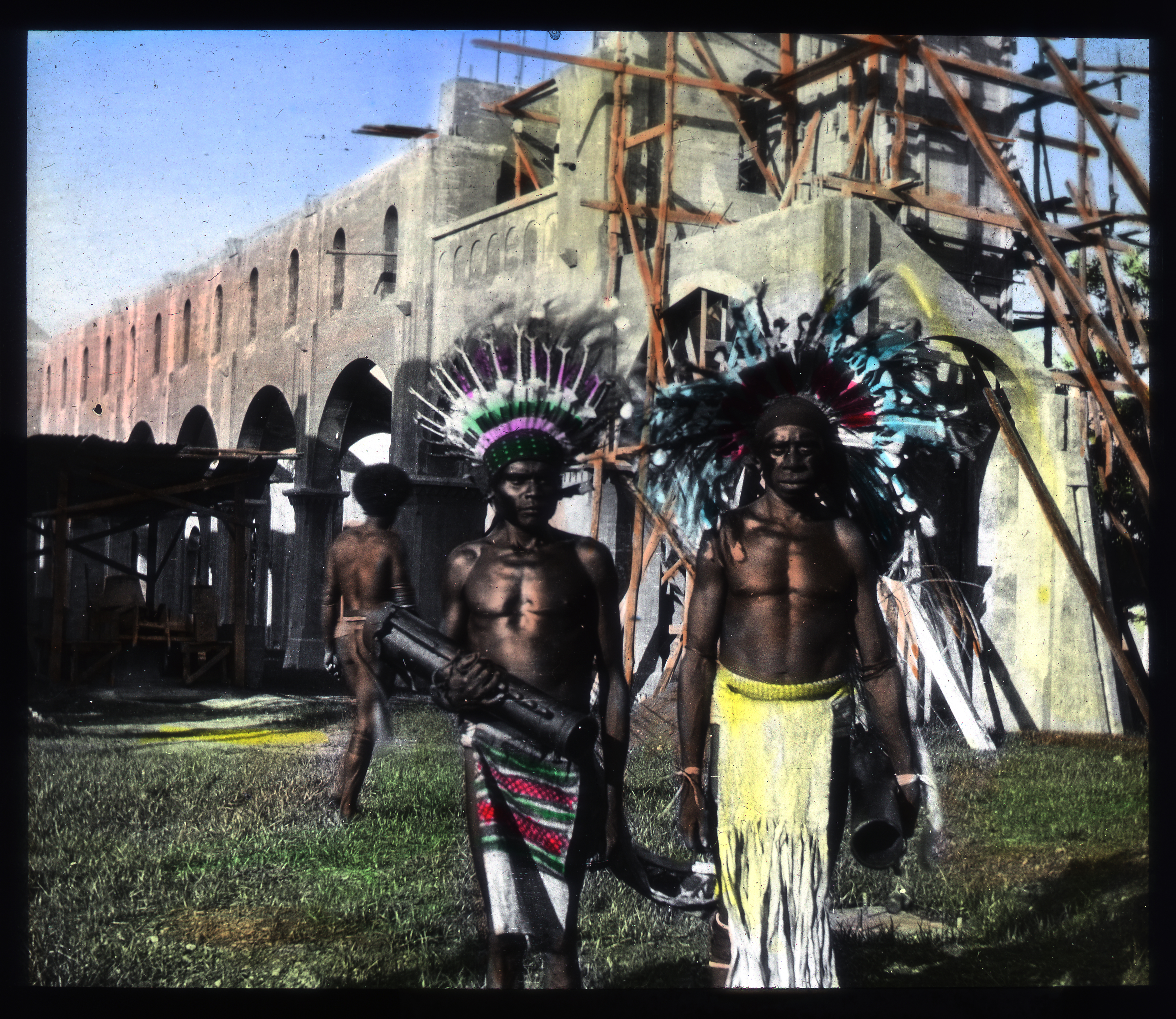
Papús a l’exterior de la catedral durant la seva construcció, a la dècada de 1930.

La catedral va ser consagrada el 29 d’octubre de 1939 per William Wand, arquebisbe de Brisbane, ja que la diòcesi de Nova Guinea formava aleshores part de la província de Queensland. Wand havia après una mica de wedauan abans de la visita. Quan el vaixell diocesà, el Maclaren King, va arribar a Wedau, l’assemblea de papús reunida a la platja va entonar l’himne Now Thank We All Our God. En trepitjar terra, Wand va pronunciar una benedicció en wedauan, fet que va provocar tres víctors de la multitud congregada.
El jubileu va tenir lloc el 1941 i es va celebrar el dia de sant Llorenç, 10 d’agost, amb la santa comunió a les 6 i a les 7 del matí, seguida de mattins (pregàries del matí) a les 10, i posteriorment l’ordenació de dos sacerdots papús.
David Hand, amb només 31 anys, va ser consagrat bisbe a la catedral el 1950, per convertir-se en bisbe coadjutor de l’aleshores diòcesi de Nova Guinea; aquesta va ser la primera consagració episcopal celebrada a Dogura. El reconegut lingüista papú, reverend doctor Arthur Capell, va ser nomenat canonge honorari de la catedral el 1956.

### Deteriorament
La catedral va ser restaurada a començaments de la dècada de 1970. Des d’almenys el 2017, pateix una infestació de tèrmits i corcs blancs.

## Arquitectura

### Elements distintius
La catedral no té bancs: la congregació seu i s’agenolla a terra. Presenta altres elements locals. L’any 1939, l’encens provenia de la resina d’arbres, l’oli de les làmpades del santuari era de coco i el carbó procedia de fusta de manglar.
En el moment de la consagració hi havia quatre vitralls: sant Jordi al baptisteri; sant Pau a la capella de la Resurrecció; la Resurrecció a la mateixa capella; i un finestral circular de la Nativitat a la capella de la Mare de Déu. La instal·lació dels altres vitralls es va retardar a causa de la guerra europea, però posteriorment es van instal·lar: un vitrall de sant Llorenç (en honor a la festivitat del dia en què Maclaren i King van arribar a Wedau) i un vitrall de sant Pere. Altres elements incorporats abans de 1940 inclouen una làmpada del santuari de bronze, canelobres de fusta negra australiana regalats per St Peter’s, Eastern Hill, i un sagrari per a la reserva del Santíssim Sagrament.
Diversos clergues i treballadors laics anglicans van ser assassinats pels invasors japonesos durant la Segona Guerra Mundial, al nord de Dogura, l’any 1942. Dos d’ells van ser a Gona; un tercer, el pare James Benson, va escapar de la mort per poc, però es va presumir que havia estat assassinat fins que, el 1945, va sortir de la selva. Com a memorial per a tots aquells que van morir a mans dels japonesos, coneguts com els "Màrtirs de Nova Guinea", Benson va pintar un mural a l’extrem est del santuari de la catedral. El mural de Benson es va ensorrar el 2017 i actualment es troba emmagatzemat a terra, a l’espera de finançament per a la seva restauració.

## Representacions
- El 1946, l’artista australià de vitralls Napier Waller va crear el vitrall New Guinea Martyrs Memorial Window per a l’església de St Peter’s, Eastern Hill, a Melbourne. El panell superior representa la catedral de Dogura el dia de la seva consagració.[39]

- Per commemorar el centenari de l’Església Anglicana a Papua Nova Guinea, el 1991 l’oficina de correus del país va emetre tres segells. El segell de 21 toea (moneda del país o kina) representa la catedral de Dogura.[40]